# احضار

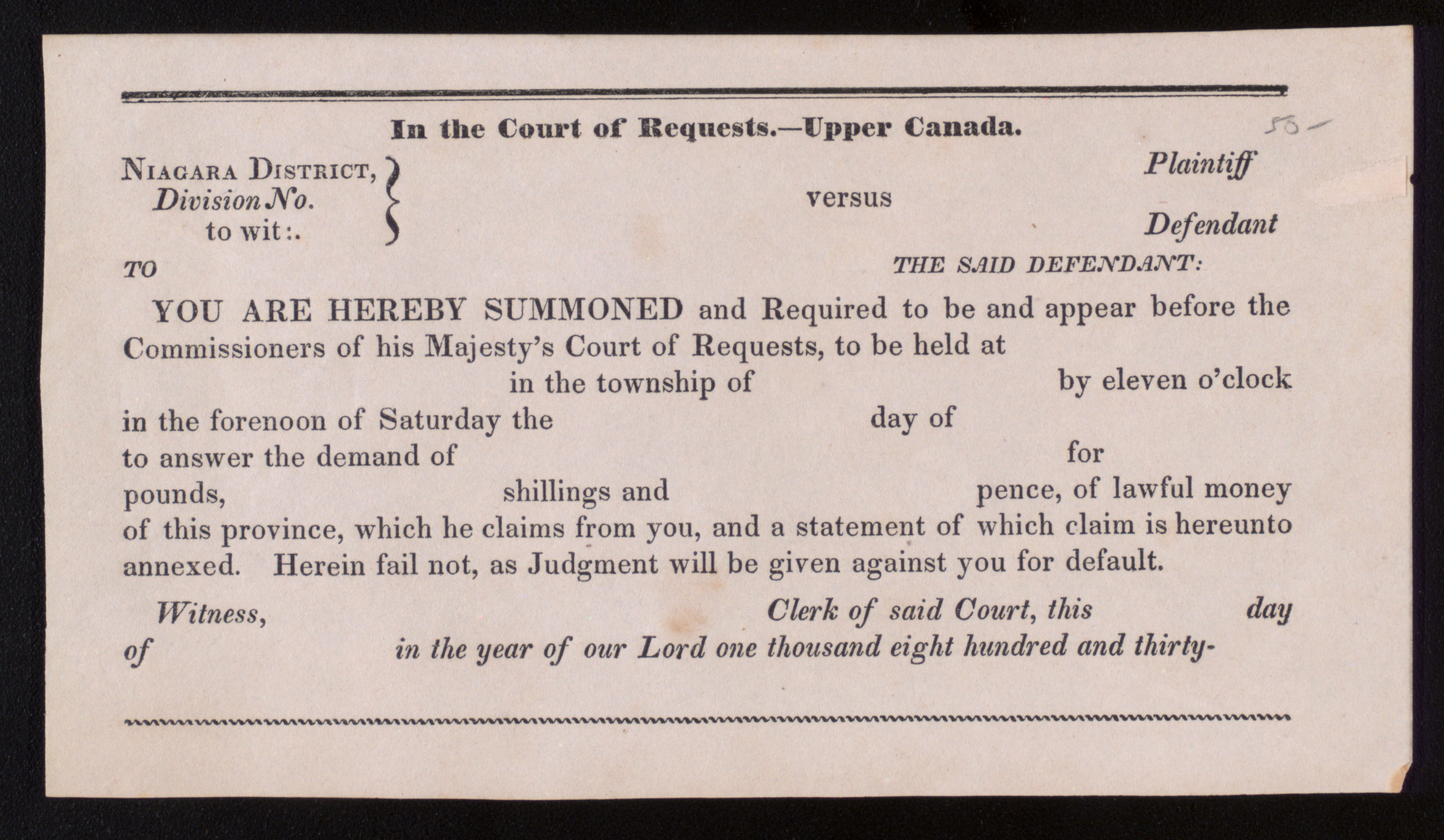
یک فرم احضاریه نیجریه

اِحضار یا فَراخوانی دعوتی است رسمی، که از طرف مقام قضایی برای یک شخص جهت حضور در مرجع قضایی به عمل می‌آید. احضار از ماده «حضر» و در لغت به‌معنای حاضر کردن و فراخواندن می‌باشد. مقام قضایی جهت بازجویی، پاسخ به اتهام، ادای شهادت یا هر امر دیگری، مدعاعلیه یا نماینده او یا شاهد دعوی و مانند آن‌ها را به وسیله احضارنامه یا احضاریه رسما و در زمان معین فرامی‌خواند.

## ضوابط احضار

### ضابطه ماهوی
با استناد به ماده ۱۲۴ ق. آ. د. ک بیان شده‌است که مقام قضایی برای احضار یا جلب باید دلایل کافی داشته باشد.

### ضابطه شکلی
1. احضارنامه در دو نسخه فرستاده می‌شود، یک نسخه را متهم گرفته و نسخه دیگر را امضاء کرده به مأمور احضار رد می‌کند[۵]
2. احضار باید کتبی و به وسیله فرم چاپی مخصوص که حاوی نکات قانونی است و عنوان احضاریه دارد انجام گیرد.
3. در فرم احضاریه باید نام و شهرت احضارشونده و تاریخ و ساعت و علت احضار و محل حضور و نتیجه عدم حضور قید شود.
4. در ابلاغ احضاریه به احضارشونده باید مقررات و ترتیبات مربوط به ابلاغ مذکور در ق. آ. د. م مراعات شود
5. چنانچه محل اقامت احضار شونده معلوم نباشد و به این جهت یا به طریق قانونی دیگری هم نتوان احضاریه را به وی ابلاغ نمود توسط انتشار آگهی در روزنامه احضاریه صورت خواهد گرفت.

#### احضاریه
احضار متهم فقط به وسیلهٔ احضاریه یا احضارنامه (برابر فارسی فرهنگستان اول: خواست‌برگ) صورت می‌گیرد؛ احضارنامه فرم ورقه‌ای ویژه‌ای است که به وسیلهٔ دادگاه خطاب به مظنون یا متهم یا شاهد به منظور حضور یافتن نزد دادگاه یا بازجو، همراه با قید زمان و مکان حضور صادر می‌شود و در شعبات بازپرسی، دادیاری و شعب دادگاه وجود دارند.
در قانون آیین دادرسی کیفری سال ۱۳۷۸ با توجه به حذف دادسرا از سیستم قضایی و مراجعه مستقیم به قاضی، احضار و برگه احضاریه فقط برای دعوت مهتم به محاکمه در دادگاه صادر میشد، ولی با تصویب قانون تشکیل دادگاههای عمومی و انقلاب در سال ۱۳۸۱(قانون احیاء دادسرا) و بازگرداندن داسرا به سیستم قضایی، احضار و برگه احضاریه  در دو حالت وجود دارد:
- احضارنامه صادره از سوی دادسرا و دعوت متهم برای بازجویی و تحقیقات مقدماتی
- احضارنامه صادره ازسوی دادگاه جنایی جهت دعوت متهم به جلسه دادرسی

درون‌مایه احضارنامه عبارت است از:
- نام و شهرت احضار شده: در احضارنامه باید هویت کامل فرد احضار شده قید گردد
- تاریخ و علت احضار:با استناد ماده ۱۱۳ ق. آ. د. ک "در احضارنامه، علت احضار، باید قید شود".
- درج مشخصات مرجع احضار کننده:در احضارنامه باید مشخصات مرجع احضارکننده درج گردد تا احضار شده بتواند به سهولت آن را شناسایی کند
- نتیجه عدم حضور که معمولاً ذیل احضارنامه مرقوم می‌شود.[۶]
- همچنین احضارنامه باید مورخ و به مهر و امضای  مرجع صادرکننده آن باشد[۷]

به موجب تبصره  ماده ۱۱۳ آ. د. ک  الزامی بودن ذکر علت احضار و نتیجه عدم حضور را منوط به صلاحدید قاضی و به اقتضای مصلحت نموده‌است. مقصود از علت احضار در ماده مذکور آن است که باید دلیل کلی فراخوان شخص مانند عنوان اتهامی در احضارنامه ذکر شود، نه جهات جزئی مندرج در پرونده. از این‌رو برای جلوگیری از هتک حیثیت باید به حداقل اکتفاء نمود.

#### معاذیر موجه در عدم حضور
عوامل زیر عذر موجه به‌شمار می‌آیند:
1. نرسیدن احضار نامه یا دیر رسیدن به گونه‌ای که مانع از حضور در وقت مقرر شود
2. مرضی که مانع از حرکت شود
3. فوت همسر یا یکی از اقربا تا درجه سوم از طبقه دوم
4. ابتلا به حوادث مهم از قبیل حریق وا مثال آن
5. عدم امکان تردد به واسطه حوادث قهری مانند طغیان رودخانه و امراض مسری، از قبیل وبا و طاعون
6. در توقیف بودن

#### تفاوت احضارنامه با برگ جلب
- در احضارنامه برای احضارشونده فرصت کافی داده می‌شود و تا در مهلت تعیین شده شخصاً نزد مرجع احضارکننده حاضر شود ولی در برگه جلب چنین فرصتی داده نمی‌شود.
- برگ احضارنامه را کارکنان دفتری امضاء می‌کنند ولی برگ جلب را فقط مقام قضایی می‌تواند امضاء نماید
- عذرهایی که برای عدم حضور احضارشونده وجود دارد برای عدم جلب وی عذر موجه قانونی وجود ندارد.[۹]

## موارد احضار

### احضار شهود
شاهد کسی است که خبر از وقوع امری در گذشته یا حال می‌دهد درصورتی که خبر او از روی علم و حسّ باشد،؛ اگر شخصی برای ادای شهادت از سوی قاضی یا مراجع دیگر احضار شود، حضور و ادای شهادت بر او واجب است؛ البتّه درصورت تعدّد افراد، این وجوب کفایی، و درصورت تعیّن، وجوب عینی خواهد بود. امّا حق این است که اگر استیفای حقوق افراد بر ادای شهادت متوقّف باشد، حضور و ادای شهادت واجب خواهد بود; چه از فرد درخواست شهادت بشود یا نشود، مگر این‌که در ادای شهادت برای شهود یا دیگران، ضرری وجود داشته باشد که در این صورت واجب نخواهدبود.

### احضار مطلع
در اصطلاح حقوق مطلع به کسی گفته می‌شود که علم او به واقعه کیفری ناشی از حسِّ خود او نبوده بلکه بواسطه دیگران علم به آن واقعه پیدا کرده باشد; خواه علم او قطعی یا ظنّی باشد.

### احضار متهم
به شخصی که انجام دهنده جرم تلقی شده ولی هنوز انتصاب جرم به او محرز نشده، متهم گفته می‌شود.
پس از آنکه دلایل و مدارک جرم جمع‌آوری شد نوبت به تعقیب متهم می‌رسد که با احضار او شروع می‌شود.

#### شرایط جلب متهم
صدور دستور جلب متهم شرایطی دارد که در صورت وجود تمامی آن‌ها این امر صورت خواهد گرفت:
1. متهم احضار شده باشد
2. احضارنامه به متهم ابلاغ شده باشد
3. ابلاغ احضارنامه صحیحاً صورت گرفته باشد
4. متهم حاضر نشده باشد
5. متهم برای عدم حضور، عذر موجهی اعلام ننموده باشد

### احضار مدعا علیه
به کسی که علیه او از طرف شخص دیگری در دادگاه طرحِ دعوا شود مدّعاعلیه گفته می‌شود. اگر مدّعی احضار مدّعاعلیه را از قاضی بخواهد، و حکم بین آن دو متوقف بر احضار مدّعاعلیه باشد یا آنکه عدم احضار، موجب تضییع حقوق طرفین گردد، قاضی باید مدّعاعلیه را احضار کند؛ هرچند وی در شهری که اقامه دعوا شده، حضور نداشته باشد یا از بزرگان و افراد آبرومند باشد یا مدّعی تحریرِ نزاع (مشخص کردن مورد دعوا) نکرده باشد; ولی برخی، احضار وی را منوط به حضور او در شهر، جزء بزرگان نبودن و تحریر نزاع از جانب مدّعی دانسته‌اند.

## تشریفات احضار

### تشریفات عمومی احضار
در موارد زیر احضار شهود از لحاظ قانوی معتبر می‌باشد:
1. به دستور کتبی مقام قضایی باشد.
2. احضار باید با ارسال احضاریه صورت گیرد. شرط استماع حضور و شرط حضور نیز ارسال احضاریه‌است مگر موادری که در قانون استثناء شده‌است.[۱۷]
3. احضار توسط ضابطین یا ماموران ابلاغ صورت گیرد.[۱۸]

### تشریفات خاص
در بعضی موارد تشریفات خاصی در مورد احضار شاهد باید رعایت شود و نیز مقام قضایی باید در برخی شرایط خاص از احضار شهود خودداری کند، این موارد عبارت است از:

#### احضار افراد نیروهای مسلح
اگر یکی از شهود و مطلعین تحقیق تابع نیروهای مسلح باشند، در احضار آن‌ها علاوه بر شرایط عمومی احضار، تشریفات دیگری هم باید زعایت شود. ماده ۱۵۰ آ. د. ک در رابطه با این مورد مقرر می‌دارد:
"در صورتی که یکی از شهود تحقیق یا مطلعین از تابعین نیروهای مسلح باشد، باید حداقل ۲۴ ساعت پیش از تحقیق یا جلسه محاکمه از طریق فرمانده یا رئیس او دعوت شود. فرمانده یا رئیس مربوط مکلف است پس از وصول دستور دادگاه، شخص احضار شده را در موقع مقرر اعزام نماید".

#### تعدد شهود یا بیماری آنها
در مواردی که شهود تحقیق احضار شده‌اند ولی بواسطه بیماری ناتوان از حضور در نزد قاضی باشند و نیز آنگاه که شهود یا مطلعان زیاد باشند، مقام قضایی باید به منظور اجتناب از وقفه در امر خدمت رسانی خود و تسریع در امر رسیدگی، به محل آن‌ها رفته و اظهارات آن‌ها را استماع کند؛ نه اینکه به دلیل عدم امکان احضار آن‌ها در مرجع قصایی اظهارات آن‌ها را نادیده بگیرد.